# Московська (Афанасьєвський район)
Моско́вська (рос. Московская) — присілок у складі Афанасьєвського району Кіровської області, Росія. Входить до складу Ічетовкінського сільського поселення.
Населення становить 238 осіб (2010, 296 у 2002).
Національний склад станом на 2002 рік — росіяни 97 %.